# پیتر آرنت
پیتر آرنت (انگلیسی: Peter Arnett؛ زادهٔ ۱۳ نوامبر ۱۹۳۴) روزنامه‌نگار، گوینده اخبار، و خبرنگار آمریکایی است. وی در نیوزیلند به دنیا آمد. آرنت به خاطر پوشش خبری‌اش از جنگ ویتنام و جنگ خلیج فارس مشهور شد. او در سال ۱۹۶۶ جایزه پولیتزر را در ارائه گزارش‌جهانی برای فعالیت‌هایش در ویتنام از سال ۱۹۶۲ تا ۱۹۶۵ دریافت کرد، وی بیشتر خبرنگار آسوشیتد پرس بود.
آرنت همچنین برای مجله نشنال جئوگرافیک، و بعدها برای شبکه‌های تلویزیونی مختلف، به ویژه نزدیک به دو دهه در سی.ان. ان کار کرد. آرنت خاطرات خود را با عنوان زنده از میدان نبرد: از ویتنام تا بغداد، ۳۵ سال در مناطق جنگی جهان (۱۹۹۴) منتشر کرد. در مارس ۱۹۹۷، آرنت با اسامه بن لادن، رهبر القاعده مصاحبه کرد. یک مدرسه روزنامه‌نگاری در مؤسسه فناوری جنوبی در نیوزیلند به نام آرنت نامگذاری شده‌است.

## دوران جوانی
آرنت در سال ۱۹۳۴ در ریورتون، در منطقه جنوب نیوزیلند متولد شد. اولین کار او به عنوان روزنامه‌نگار با ساوت لند تایمز بود.

## ویتنام
آرنت در سال‌های اولیه که روزنامه‌نگاری را آغاز کرد در جنوب شرق آسیا، عمدتاً در بانکوک کار می‌کرد. در سال ۱۹۶۰ او شروع به انتشار یک روزنامه کوچک انگلیسی زبان در لائوس کرد. سرانجام پس از شکست فرانسوی‌ها در دین بین فو که توسط کمونیست‌های ویتنام شمالی صورت گرفت و آن را رها کرده بودند، به ویتنام راه پیدا کرد.
در سال‌هایی که ایالات متحده شروع به درگیر شدن در درگیری‌های داخلی و تز چمله جنگ ویتنام شد، آرنت به عنوان خبرنگار آسوشیتدپرس، مستقر در سایگون در جنوب گردید. در ۷ ژوئیه ۱۹۶۳، در جریانی که به درگیری دو هفت روزه معروف شد، در یک درگیری فیزیکی گسترده بین گروهی از روزنامه نگاران غربی و پلیس مخفی ویتنام جنوبی مجروح شد. خبرنگاران سعی داشتند اعتراضات بوداییان علیه دولت ویتنام جنوبی را پوشش دهند. مقاله‌های او، مانند «ستون مرگ تدارکات ۲۱» دربارهٔ رویدادی در عملیات استارلایت در اوت ۱۹۶۵، خشم دولت آمریکا را برانگیخت، زیرا تعداد نیروها را در منطقه افزایش می‌داد.
آرنت در نوامبر ۱۹۶۷ در ده‌ها مأموریت، از جمله نبرد تپه ۸۷۵، سربازان را همراهی کرد. یک یگان آمریکایی برای نجات واحد دیگری که در قلمرو متخاصم سرگردان شده بود، اعزام شد و امدادگران در جریان عملیات تقریباً کشته شدند. در سپتامبر ۱۹۷۲، آرنت به گروهی از فعالان صلح ایالات متحده، از جمله ویلیام اسلون کافین و دیوید دلینگر، در سفری به هانوی، ویتنام شمالی، پیوست تا سه اسیر جنگی آمریکایی را برای بازگشت به ایالات متحده بپذیرد. ۲۷۴–۸.
آرنت هنگام گزارش داستان‌های سربازان عادی و غیرنظامیان به شیوه‌ای بی‌پرده می‌نوشت. نوشته آرنت اغلب توسط سخنگویان دولت به عنوان ویرایش‌های منفی مورد انتقاد قرار می‌گرفت و می‌خواستند گزارش جنگ را مثبت نگه دارند. ژنرال ویلیام وستمورلند، رئیس‌جمهور لیندون بی. جانسون و دیگر صاحب‌منصبان قدرت به آسوشیتدپرس برای خلاص شدن از شر یا انتقال آرنت از منطقه فشار آوردند. ۲۵۹–۶۰

## تهاجم شوروی به افغانستان
هنگام تهاجم اتحاد جماهیر شوروی به افغانستان، آرنت برای مجله پارادی کار می‌کرد. او با شخصی به نام هیلی به‌طور غیرقانونی از پاکستان وارد افغانستان شد. هر دو نفر لباس‌های سنتی بومی پوشیده بودند و توسط راهنمایان مجاهد همراهی شدند. آنها به یک مخفیگاه جلال‌آباد متشکل از حدود پنجاه شورشی وارد شدند. این سفر زمانی به پایان رسید که هیلی به رودخانه کنر سقوط کرد و دوربین‌های این زوج خراب شد. بعدها، آرنت این داستان را برای روزنامه‌نگار ارتیوم بوروفیک، که جنگ شوروی را پوشش می‌داد، بازگو کرد.

## جنگ خلیج فارس
از سال ۱۹۸۱، آرنت به مدت ۱۸ سال برای سی.ان. ان کار کرد و در سال ۱۹۹۹ ماموریتش به پایان رسید. در طول جنگ خلیج فارس، او به عنوان تنها گزارشگری که به‌طور مستقیم از بغداد پوشش زنده داشت، به ویژه در ۱۶ ساعت اول، به یک نامی آشنا در سراسر جهان تبدیل شد. گزارش‌های دراماتیک او اغلب با صدای آژیرهای حمله هوایی و انفجار بمب‌های آمریکایی در پس زمینه همراه بود. آرنت به همراه دو خبرنگار دیگر سی.ان. ان، برنارد شاو و جان هالیمن، پوشش مستمری را از بغداد برای ۱۶ ساعت اولیه جنگ (۱۷ ژانویه ۱۹۹۱) ارائه کرد. اگرچه در آن زمان ۴۰ روزنامه‌نگار خارجی در هتل الرشید بغداد حضور داشتند، اما تنها سی ان ان دارای ابزار - یک خط تلفن خصوصی متصل به همسایه امان، اردن - برای برقراری ارتباط با جهان خارج بود. سی.ان. ان تماس طولانی آرنت را به مدت چند ساعت به صورت زنده و با تصویری از آرنت به صورت ویدئو پخش کرد. به زودی روزنامه نگاران دیگر عراق را ترک کردند، از جمله دو همکار سی.ان. ان او آرنت را به عنوان تنها گزارشگر صحنه باقی گذاردند.
گزارش‌های وی از خسارات غیرنظامی ناشی از بمباران مورد استقبال دولت‌های ائتلاف جنگ قرار نگرفت. سخنگویان این سازمان در بیانیه‌های عمومی خود بر عباراتی مانند «بمب‌های هوشمند» و «دقت اهداف» تأکید کرده‌اند تا تلفات غیرنظامی را به حداقل برسانند. منابع کاخ سفید بعداً به آرنت حمله کردند و گفتند که از او به عنوان ابزاری برای اطلاعات نادرست عراقی استفاده می‌شود.
دو هفته پس از جنگ، آرنت توانست یک مصاحبه اختصاصی و بدون سانسور با صدام حسین به دست آورد. با توجه به گزارش آرنت از «طرف دیگر»، برای یک دوره پنج هفته‌ای، جنگ خلیج برای اولین بار به‌طور زنده از تلویزیون پخش شد.
تقریباً در نیمه راه جنگ، نمایندگان سیا به سراغ آرنت رفتند. آنها بر این باور بودند که ارتش عراق یک شبکه ارتباطی سطح بالا را از زیرزمین هتل الرشید، جایی که آرنت و دیگر کارکنان سی.ان. ان در آن اقامت داشتند، اداره می‌کند. سیا می‌خواست او را بیرون کند تا نیروی هوایی بتواند هتل را بمباران کند، اما آرنت نپذیرفت. او گفت که از هتل بازدید کرده و وجود چنین امکاناتی را انکار کرد.
آرنت در چیزی که به عنوان یکی از اعزام‌های نمادین او در ۷ فوریه ۱۹۶۸ منتشر شد، در مورد نبرد بن‌تره نوشت: یک سرگرد آمریکایی امروز گفت: "برای نجات شهر لازم بود که شهر را ویران کنیم." تصمیم فرماندهان متفقین برای بمباران و گلوله‌باران شهر بدون توجه به تلفات غیرنظامیان برای نابودی ویت کنگ‌ها." این نقل قول به تدریج در نشریات بعدی تغییر کرد و در نهایت به این جمله آشناتر شد، "ما مجبور شدیم روستا را نابود کنیم تا آن را نجات دهیم." صحت نقل قول اصلی و منبع آن اغلب زیر سؤال رفته‌است. آرنت هرگز منبع خود را فاش نکرد، به جز اینکه گفت این یکی از چهار افسری بود که در آن روز با او مصاحبه کرد. سرگرد ارتش ایالات متحده فیل کانل، افسر ارشد حاضر در بن‌تره، پیشنهاد کرد که این نقل قول ممکن است تحریف چیزی باشد که او به آرنت گفته‌است. نیو ریپابلیک در آن زمان این نقل قول را به سرگرد نیروی هوایی آمریکا چستر ال. براون نسبت داد. آرنت در کتاب والتر کرونکیت در سال ۱۹۷۱ با عنوان «چشم بر جهان» تأکید کرد که این نقل قول چیزی است که «یکی از سرگردهای آمریکایی در لحظه مکاشفه به من گفت».
آرنت یکی از آخرین خبرنگاران غربی بود که پس از سقوط و دستگیری سایگون توسط ارتش خلق ویتنام در سایگون باقی ماند. سربازان اشغالگر به او نشان دادند که چگونه وارد شهر شده‌اند. ۳۰۵
آرنت مستند مینی سریال ۲۶ قسمتی ویتنام: جنگ ده هزار روزه (۱۹۸۰) را نوشت که توسط شرکت پخش کانادایی (CBC) تهیه شده‌است.

## مصاحبه با اسامه بن لادن
در مارس ۱۹۹۷، پس از اعلام جنگ بن لادن علیه ایالات متحده، آرنت از CNN با اسامه بن لادن، رهبر القاعده، مصاحبه کرد. بن لادن در پاسخ به سؤال آرنت که «برنامه‌های آینده شما چیست؟» گفت: «به خواست خدا آنها را خواهید دید و در مورد آنها در رسانه‌ها خواهید شنید.»

## عملیات تندباد
در سال ۱۹۹۸، آرنت گزارشی از سرمایه‌گذاری مشترک (بین سی ان ان و مجله تایم) به نام نیوز استند را تهیه کرد که «عملیات تندباد» در سال ۱۹۷۰ در لائوس را پوشش می‌داد.
این گزارش با عنوان دره مرگ مدعی شد که در ۱۹۷۰، ارتش ایالات متحده از گاز اعصاب سارین که یک گاز اعصاب است علیه گروهی از سربازان فراری آمریکایی در لائوس استفاده کرده‌است. مردانی که گفته می‌شود این حمله را انجام داده‌اند، یک تیم نخبه کلاه سبز بودند. این گزارش به صراحت توسط تام جانسون و ریک کاپلان روسای CNN تأیید شد. در پاسخ، پنتاگون گزارش دیگری را در تضاد با گزارش CNN ارائه کرد. CNN متعاقباً تحقیقات خود را انجام داد. نتیجه‌گیری شد که کار «خبرنگاری در دره مرگ ناقص بود» و داستان را پس گرفت. این در حالی بود که تمام ۱۲ مرد تیم الف-کلاه سبز آمریکا در عملیات تندباد مجروح شدند، اما هیچ گاز سارینی درگیر نشد.
به دلیل تعدادی از تکذیب‌ها مبنی بر اینکه گزارش CNN ناقص است، سه یا چند نفر از افراد مسئول، اخراج یا مجبور به استعفا شدند. آرنت مورد توبیخ قرار گرفت و در آوریل ۱۹۹۹ شبکه را ظاهراً به دلیل «ریزش طولانی» از تندباد ترک کرد.

## حمله به عراق ۲۰۰۳
آرنت در سال ۲۰۰۳ در ان‌بی‌سی و نشنال جئوگرافیک به عراق رفت تا تهاجم ایالات متحده را پوشش دهد. پس از یک جلسه مطبوعاتی در آنجا، او در ۳۱ مارس ۲۰۰۳ با تلویزیون دولتی عراق مصاحبه کرد. او در آن گفت:
[N] آمریکا در حال ارزیابی مجدد میدان جنگ است، جنگ علیه عراق را شاید یک هفته به تأخیر بیندازد، و طرح جنگ را از نو می‌نویسد. طرح اول به دلیل مقاومت عراق شکست خورده‌است.
او پیشتر در این مصاحبه گفته بود:
گزارش‌های ما در مورد تلفات غیرنظامیان در اینجا، در مورد مقاومت نیروهای عراقی، به ایالات متحده آمریکا بازمی‌گردد. هنگامی که شما سیاست را به چالش می‌کشید به کسانی که با جنگ مخالفند کمک می‌کنید تا استدلال‌های خود را توسعه دهند.
- پیتر آرنت
هنگامی‌که سخنان آرنت جرقه‌ای در آمریکا برانگیخت، NBC در ابتدا از او دفاع کرد و گفت که او این مصاحبه را با یک حسن نیت حرفه‌ای انجام داده‌است و اظهاراتش «ماهیت تحلیلی» داشته‌است. یک روز بعد، ان‌بی‌سی، ام‌اس‌ان‌بی‌سی و نشنال جئوگرافیک همگی روابط خود را با آرنت قطع کردند. ان‌بی‌سی در واکنش به اظهارات آرنت در تلویزیون عراق اعلام کرد:
این اشتباه بود که آقای آرنت با تلویزیون دولتی عراق مصاحبه کرد، به ویژه در زمان جنگ، صحبت کردن دربارهٔ مشاهدات و نظرات شخصی خود اشتباه بود.
آرنت پاسخ داد:
قضاوت نادرست احمقانه من این بود که پانزده دقیقه را در یک مصاحبه بداهه با تلویزیون عراق صرف کردم. من در آن مصاحبه اساساً آنچه را که همه ما در مورد جنگ می‌دانیم، گفتم که در اجرای سیاست تاخیرهایی وجود داشته‌است، شگفتی‌هایی وجود داشته‌است.
- پیتر آرنت
بعداً در همان روز، آرنت توسط روزنامه انگلیسی، دیلی میرور، که مخالف جنگ بود، استخدام شد. چند روز بعد او همچنین کاری از کانال تلویزیون یونانی نت و تلویزیون وی‌تی‌ام بلژیک دریافت کرد.